# (6072) Hooghoudt
(6072) Hooghoudt es un asteroide perteneciente al cinturón de asteroides, región del sistema solar que se encuentra entre las órbitas de Marte y Júpiter, descubierto el 25 de marzo de 1971 por Cornelis Johannes van Houten en conjunto a su esposa también astrónoma Ingrid van Houten-Groeneveld y el astrónomo Tom Gehrels desde el Observatorio del Monte Palomar, Estados Unidos.

## Designación y nombre
Designado provisionalmente como 1280 T-1. Fue nombrado Hooghoudt en homenaje al holandés Bernard G. Hooghoudt, ingeniero de radiotelescopios, después de haber diseñado el telescopio Dwingeloo (1956) y el Radiotelescopio de síntesis en Westerbork (1970). Como ingeniero consultor privado, diseñó y dirigió la construcción de algunos de los telescopios más grandes del mundo, no solo para longitudes de onda de radio, sino también para longitudes de onda milimétricas y ópticas.

## Características orbitales
Hooghoudt está situado a una distancia media del Sol de 3,153 ua, pudiendo alejarse hasta 3,213 ua y acercarse hasta 3,092 ua. Su excentricidad es 0,019 y la inclinación orbital 9,162 grados. Emplea 2045,31 días en completar una órbita alrededor del Sol.

## Características físicas
La magnitud absoluta de Hooghoudt es 12,1. Tiene 15,225 km de diámetro y su albedo se estima en 0,132. 